# Cedrón (Láncara)
Cedrón (llamada oficialmente Santiago de Cedrón) es una parroquia española del municipio de Láncara, en la provincia de Lugo, Galicia.

## Organización territorial
La parroquia está formada por veinte entidades de población, constando diecinueve de ellas en el nomenclátor del Instituto Nacional de Estadística español:

### Entidades de población
Entidades de población que forman parte de la parroquia:
- Acibeiros (Aciveiros)
- Airexe (A Eirexe)
- Asfarrapa (A Esfarrapa)
- Busto (O Busto)
- Casablanca (A Casabranca)
- Castrodelo
- Cedrón Susaos (Cedrón Xusaos)
- Cortella (A Cortella)
- Furco (O Furco da Meda)
- Montelora
- Piñeiroá
- Rebordelo
- Saa
- Seara (A Seara)
- Sobrerriba
- Suaxe (Soaxe)
- Vilarín

### Despoblados
Despoblados que forman parte de la parroquia:
- Cancela (A Cancela)
- Carrís (Os Carrís)
- Estaladoira (A Estaladoira)

## Demografía
| Gráfica de evolución demográfica de Cedrón entre 2000 y 2020 |
|                                                              |
| Datos según el nomenclátor publicado por el INE.             |